# Rubén Pesci
Rubén Pesci (nacido el 6 de octubre de 1942 en la ciudad de La Plata, Buenos Aires, Argentina) es un arquitecto, urbanista y profesor de larga trayectoria. 

## Reseña profesional
Rubén Pesci (La Plata, 1942) tiene una larga trayectoria en el campo de la arquitectura y el urbanismo, por la cual es reconocido en muchos países de Latinoamérica. Además de su reconocimiento en el campo de la arquitectura y el urbanismo, ha sido "uno de los pioneros latinoamericanos del desarrollo sustentable".
Cargos públicos
De 1984 a 1989, fue director provincial del conurbano bonaerense y Subsecretario de Coordinación Técnica del Área Metropolitana de Buenos Aires (AMBA). En el año 2016, ha sido nombrado Secretario de Planeamiento Sustentable y Desarrollo Estratégico (ad honorem) por el Municipio de Magdalena (Buenos Aires, Argentina). 
Carrera Académica
Dirigió el Curso Superior de Proyectación Ambiental (Universidad de Belgrano, 1980-87) y el Taller Latinoamericano de Formación Ambiental (1985-87). 
Actualmente, es director de la Especialización y la Maestría en Desarrollo Sustentable, posgrados por convenio entre el Foro Latinoamericano de Ciencias Ambientales y la Universidad Nacional de Lanús. Es el fundador de la Fundación CEPA, la red latinoamericana FLACAM. 
Asimismo, brindó numerosas conferencias internacionales. Entre otros eventos, participó de todos los Congresos Internacionales de Arquitectura y Ambiente, del seminario de la UNESCO "PERCEPCION AMBIENTAL: SEMINARIO REGIONAL PARA AMERICA LATINA Y EL CARIBE", del 23 al 27 de abril de 1984 en Montevideo, Uruguay, de la XIV Meeting of the MAB committees network and biosphere reserves of Larin America and the Caribbean and III Meeting of the IBEROMAB Executive committee Puerto Morelos, Quintana Roo, México en el 2010 y en las jornadas del movimiento Viradas Sustentávels que tuvo lugar en Porto Alegre en el 2016.
Obras de arquitectura
Como arquitecto, ha realizado importantes obras que hoy se estudian en las carreras de Arquitectura de distintas universidades de Argentina. Algunas de ellas son:
- Casa Lima (1968). Ubicada en calle 37 entre 8 y 9 de la ciudad de La Plata. En su diseño "la preocupación ecológica es pertinente a la construcción de usos, por cuanto dichos usos ingresan con su carga modificatoria en el equilibrio delicadísimo del metabolismo del ambiente".[3]
- Casa Pesci (1978). Ubicada en calle 53 entre 5 y 6 de la ciudad de La Plata. Su diseño ha sido estudiado en la carrera de Arquitectura de distintas universidades de Argentina, entre ellas la Universidad Nacional de La Plata, la Universidad de Buenos Aires y la Universidad de Morón. "La casa Pesci se debe a un exhaustivo análisis y comprensión de su contexto urbano, al entendimiento de las relaciones entre la calle y los edificios en La Plata: en el cómo disfrutar del frondoso verde de la ciudad sin ser molestado por las miradas indiscretas y ruido de los coches (como ya lo analizara Le Corbusier en la casa Curutchet)".[4]
- Chacra "La Media Luna" (1992-1993). Ubicada en Bavio, General Mansilla. Diseñada junto a su hijo, Pedro Pesci. "Las soluciones tecnológicas (...) son producto de la correcta observación y comprensión del lugar y su arquitectura (patrones arquitectónicos y ambientales). Sin grandes alardes los Pesci saben responder a un contexto particular y logran edificar un lugar para el disfrute y el descanso".[5]

Planificación Estratégica y Urbanismo
Fue uno de los diseñadores de la Reserva de Biosfera Parque Costero del Sur (Partido de Magdalena, Provincia de Buenos Aires, Argentina), de casi 100 km de longitud sobre el margen del Río de La Plata, por 5 km de ancho. Es una interfase de gran representatividad donde se registra un enorme patrimonio de biodiversidad natural y cultural. La reserva fue declarada Reserva Mundial de Biosfera por la UNESCO/París en el marco de su programa MAB en 1984.
También dirigió y coordinó de 1993 a 2002, el Programa Estratégico de Desarrollo Sustentable en la Frontera Argentino-Boliviana, continuación del Proyecto de Prevención de Endemias en Áreas de Frontera, realizado en convenio entre FLACAM y la Fundación Catalana de Gas. Este programa transdisciplinario se centró en "la promoción de la salud, con el cólera como emergente principal, la promoción del desarrollo, con la capacitación como llave para acceder a la banca social, la invención de nuevas oportunidades de desarrollo basadas en las aptitudes más destacadas (agroecología y turismo rural), y la cultura de la empresa proyectual comunitaria, capitalizando aciertos y errores de los ciclos anteriores".
Asimismo, fue uno de los creadores, como parte de la Fundación CEPA, del programa de turismo sustentable denominado Camino del Gaucho., basado en el rescate de la identidad cultural del litoral de la Provincia de Buenos Aires, Uruguay y Sur de Brasil como principal valor para su promoción turística nacional e internacional. El mismo tuvo sus inicios en el año 1995 con el objetivo de "constituir una Red de Sitios de Turismo Cultural (Eco-museos), capaces de atraer a quienes desean bucear en la cultura gauchesca, la cultura ecuestre más extendida y preservada del mundo, con todas sus variantes de agro-turismo, artesanías, áreas naturales protegidas, paisajes pampeanos ilimitados, playas y dunas inmensas".
En 2003 postuló junto a un equipo de técnicos a la ciudad de La Plata como patrimonio histórico de la humanidad ante la UNESCO. Sin embargo, esta postulación fue rechazada por la institución. Actualmente, se encuentra trabajando con otros profesionales en el reconocimiento de La Plata como Paisaje Urbano Histórico.
Ha dirigido numerosos planes estratégicos de distintas ciudades de América Latina, y proyectos de desarrollo sustentable de distintos lugares como:
- Modelo de ocupación Territorial y Plan de Desarrollo Sustentable de Comodoro Rivadavia (Argentina)

- Plan estratégico de Cuernavaca (México). Año 2009.

- Plan estratégico de Porto Alegre (Brasil)

- Plan de ordenamiento de la Intendencia Departamental de Maldonado (Uruguay)

- Plan Federal Estratégico de Turismo Sustentable (Argentina)

- Programa de Desarrollo Sustentable Territorial y Urbano del Estado de Nuevo León (México)

- Plano Director Participativo de Florianópolis (Brasil)

- Plan Maestro Estratégico de la Franja Costera de Asunción (Paraguay)

- Plan estratégico de la ciudad de Mar del Plata (Argentina). Año 2013.

## Ambitectura
Alrededor del 2000, Rubén Pesci empezó a reflexionar sobre la arquitectura del ambiente, y poco a poco fue forjando el concepto de la Ambitectura. Según Pesci, la ambitectura es "la destreza para dar forma concreta al territorio, urbano y rural, extensivo e intensivo, natural o muy antorpizado. Es construir ese territorio y equiparlo para que sea bello y estimulante, funcional y formativo. (...) Ambitectura es el arte de construir el ambiente, en todas sus escalas y componentes. Es un ate mayor, un sistema de artes y artesanías".
Este nuevo concepto se ha comenzado a difundir por todo Latinoamérica donde Rubén Pesci ha estado brindando conferencias y seminarios sobre la temática, y ya se han dictado diplomados de Ambitectura en México, Bolivia y Perú. 

## Publicaciones
Ha sido Miembro Fundador y Director de la revista A/MBIENTE de 1976 al 2001, publicación trimestral de 6.000 ejemplares. En el año 2013, creó la revista en línea Sin Murallas (www.revistasinmurallas.com).
Entre sus libros publicados, se encuentran:
- 1973. "Del Ambiente Individual al Ambiente Colectivo".
- 1985. "La Ciudad In-Urbana". a/mbiente Libros.
- 1995. "Proyectación Ambiental".
- 1999. "La Ciudad de la Urbanidad". ASPPAN. ISBN 9995739300
- 2000. "La Vida como Proyecto: del Titanic al Velero".
- 2002. “De la prepotencia a la levedad”. FLACAM.
- 2006. “Vientos Verdes”. Nobuko, 2006. ISBN 9789875840478.
- 2007. “Ambitectura”. ISBN 9789872401924.
- 2007. “Proyectar la Sustentabilidad”
- 2008. Pesci, Lucía, y Pesci, Ruben, “La región urbana de Buenos Aires, hacia la conformación de una metápolis”, en “Argentina. Una visión actual y Prospectiva desde la dimensión territorial”. Emecé.
- 2009. “CEPA Ambitectura”.
- 2010. “Argentina 2016”. ISBN 9789872401931.
- 2012. “Aprender Ambitectura”. Libro en CD.